# Milivoje Katnić
Milivoje Katnić (1957) crnogorski je pravnik, bivši tužilac, sudija i rezervni oficir.

## Biografija
Kao pripadnik Jugoslovenske narodne armije, aktivno je učestvovao u građanskom ratu u Jugoslaviji, na dubrovačkom ratištu boreći se protiv hrvatskih secesionista. U javnim nastupima tokom devedesetih godina bio je izraziti protivnik NATO-a. Tokom 2011. godine, jedan od zatvorenika u vojnom logoru Morinj optužio je Katnića da je kao rezervni poručnik KOS-a odgovaran za pljačke i paljevine u Cavtatu. On je ove navode demantovao. Nekoliko građana Hrvatske tvrdilo je da se ništa nije dešavalo na tom dijelu ratišta bez njegovog odobrenja ili znanja. Jedan svjedok tvrdio je da je neimenovani muškarac izašao iz Katnićeve kancelarije navodno krvave glave. Tokom rata Katnić je promovisan u čin majora.
On je radio u Sekretarijatu za narodnu odbranu SO Cetinje, Republičkom štabu teritorijalne odbrane SRCG Titograd, Vojnom sudu u Podgorici i kao sudija Apelacionog suda.
Za glavnog specijalnog tužioca izabran je 2015. godine na sugestiju tadašnjeg v. d. vrhovnog državnog tužioca Ivice Stankovića. Njegovo postavljanje na funkciju negativno su komentarisale pojedine NVO i mediji u Hrvatskoj. U početku mandata je predvodio hapšenje budvanske kriminalne grupe, što je dovelo i do presude bivšem predsjedniku državne zajednice i visokorangiranom članu DPS-a Svetozaru Marović. U junu 2020. ponovo je izabran na istu funkciju, kao jedini kandidat.
Sa pozicije glavnog specijalnog tužioca, Katnić je organizatore opozicionih protesta Odupri se etiketirao kao „kriminalnu organizaciju” i „plaćene sa Istoka”.
Tokom mandata podigao je više od 250 optužnica protiv članova kriminalnih organizacija ali nije procesuirao koruptivne i druge afere koje su povezane sa vladajućim režimom na čelu sa Milom Đukanovićem.
Od 2015. do 2020. nekoliko vođa opozicije je procesuirano od strane tužilaštva na čelu sa Milivojem Katnićem za navodno počinjena kriminalna djela poput kriminalnog udruživanja i pranja novca.
Katnić je bio specijalni državni tužilac u sudskom postupku za navodni pokušaj terorizma na dan parlamentarnih izbora u Crnoj Gori 2016. godine. Vodeći opozicioni političari Andrija Mandić i Milan Knežević, dva ruska državljanina (navodno agenti GRU-a) osuđeni su za terorizam, general žandarmerije Srbije Bratislav Dikić kao i nekoliko građana Srbije osuđeno je za stvaranje kriminalne organizacije. Nebojša Medojević je optužen za navodno pranje novca. U februaru 2021. Apelacioni sud je ukinuo presudu i vratio slučaj na ponovno suđenje Višem sudu u Podgorici. Prema tvrdnji generala Bratislava Dikića, Katnić mu je kazao da će sve Srbe iz Crne Gore protjerati u Srbiju, kao i svi drugi što su uradili.
Tokom obavljanja funkcije tužioce, objavljivao je transkripte koji su bili dio mjera tajnog nadzora. Objavio je transkripte u procesu protiv Demokrata i opozicionih lidera Andrije Mandića i Milana Kneževića. I on je bio prisluškivan od strane službe Crne Gore.
U javnosti je navođeno da Katnić nije prijavljivao sve svoje prihode i promjene imovine, na šta ga je primoravao zvanični Zakon o sprječavanju sukoba interesa.
Na njega su pojedine kriminalne strukture pripremale atentat.
Tokom nastupa u javnosti imao je niz anegdota, javnih performansa i izjava koje su postale predmet ismijavanja u društvu.
Razriješen je dužnosti 17. februara 2022. nakon sticanja uslova za penzionisanje.
Aprila 2024. je uhapšen zbog sumnje da je činio krivična djela stvaranje kriminalne organizacije i zloupotrebe službenog položaja. Katnić je iz protesta počeo štrajk glađu. Nakon što su sudski vještaci ustanovili da je sposoban da prati suđenje i pored štrajkovanja glađu, on je otpočeo štrajk žeđu. Katnić je pritvoren u Spužu, u ćeliji veličine osam metara kvadratnih; odbio je prijedlog da se u ćeliju ugradi klima-uređaj zbog porasta temperature. On je podnio nekoliko krivičnih prijava protiv tužioca u njegovom postupku, Miloša Šoškića, optuživši ga za zloupotrebu službenog položaja. Oktobra 2024. Viši sud u Podgorici je u postupku finansijske istrage donio privremenu mjeru i blokirao Katnićevu imovinu.

## Lični život
Oženjen je Natašom Katnić koja se navodi kao strana u zvaničnoj dokumentaciji tokom kupovine velikog imanja u danilovgradskom selu Grbe od države, za šta MANS tvrdi da je u pitanju sumnjiva transakcija realizovana ispod cijene. Nataša Katnić je takođe dovođena u vezu sa drugom aferom. Na dar joj je ponuđena čokolada u kojoj se nalazilo četiri hiljada evra, za šta Katnić tvrdi da je pokušaj udara kriminalaca na njega kroz prikazivanje njegove supruge i njega korumpiranima.
Krajem jula 2023. novčano je kažnjen zbog prekoračenja brzine tokom vožnje. Vozio je 126 kilometara na čas u naselju u kojem je ograničenje 60. Katnić je povodom ove situacije odgovorio da je malo brže vozio na mjestu gdje su kriminalci planirali da ga ubiju. Kažnjen je novčanom kaznom od 120 evra.